# Asociación Puertorriqueña de Profesores de Español

La Asociación Puertorriqueña de Profesores de Español (APPE) (también en inglés: Puerto Rican Association of Teachers of Spanish), es una organización sindical y profesional de formación de profesores de la lengua española en Puerto Rico. Tiene como propósitos principales el difundir y promocionar el uso y la enseñanza del idioma español y el reconocimiento de la literatura de las culturas hispánicas. Además de servir como un órgano de coordinación entre los centros educativos públicos y privados de todos los niveles y los profesores de español, con el fin de ofrecer seminarios, talleres y otras actividades conducentes a mejorar los recursos de que disponen el personal docente y la calidad de la enseñanza de la lengua española en Puerto Rico. La Asociación se constituyó el 10 de noviembre del 2001 en la ciudad de Bayamón, con profesores representantes de distintas instituciones o unidades educativas.
Si bien el español es la primera lengua oficial de Puerto Rico, el ser un Estado Libre Asociado de los Estados Unidos ha brindado también la oportunidad a los turistas extranjeros que visitan la isla procedentes de países de habla no hispana y que han deseado aprender la lengua de Cervantes en el país caribeño. Sobre todo dirigido a turistas estadounidenses de origen anglosajón y otros extranjeros de Asia y Europa, ofreciéndoles clases de español pero con títulos de diplomado o certificación de acuerdo al nivel académico. Los profesores de español de Puerto Rico, que han sido formados para la enseñanza de la lengua española, han sido capacitados para trabajar como docentes en otros países no hispanoparlantes. 
Actualmente Puerto Rico cuenta además con la Academia Puertorriqueña de la Lengua Española (ASALE) fundada en 1955 y que es miembro de pleno derecho de la Asociación de Academias de la Lengua Española. Actualmente la Asociación reside en la ciudad de San Juan de Puerto Rico.